# Berto Romero
Berto Romero (* 17. listopadu 1974, Cardona, Katalánsko, Španělsko) je španělský komik.

## Život a kariéra
Je členem divadelního souboru El Cansancio (Únava), pracuje jako moderátor v rádiu Flaixbac a pravidelně vystupuje v televizním pořadu Andrey Buenafuenteho na 6. programu španělské televize La Sexta.